# Gustavo Sánchez Mas
Gustavo Sánchez Mas (San Juan; 28 de agosto de 1958 - Miami; 31 de octubre de 2012) fue un empresario, productor musical, compositor y crítico musical puertorriqueño-estadounidense.
Fue mánager de Chayanne en sus primeros años de carrera, por lo cual ganó premios como el «mánager del año» en 1989. También trabajó en televisión, donde fue jurado de programas como Rojo Fama Contrafama, Latin American Idol, Vive la música, Circo de estrellas y Mi nombre es...

## Primeros años de vida
Nació en Puerto Rico el 28 de agosto de 1958, hijo de Maruja Mas, actriz española que estaba de gira por la isla, y de Joaquín Sánchez Recio. Su familia materna tenía una larga tradición de artistas, incluso su abuelo era presidente del sindicato de espectáculos español. Sus padres se divorciaron al año, y su madre lo envió a vivir a España con su abuela.
Después de vivir en varios países durante su infancia, regresó a Puerto Rico a los 7 años, y fue rostro de un comercial de las galletas Oreo en Costa Rica. A los 13 años se independizó y pasó por varios trabajos, incluyendo una breve carrera como futbolista, primero en Puerto Rico, donde estuvo en equipos como Argentinos Juniors, el Guayama FC y en la selección juvenil de Puerto Rico y luego en España, donde se probó en el Real Madrid, pero no quedó, jugó tres meses en el Atlético de Madrid, y fue portero suplente en el Rayo Vallecano. Posteriormente estuvo cuatro años en la marina de los Estados Unidos, donde fue controlador aéreo y se encargó del canal de comunicaciones de un portaaviones.

## Vida artística

### Mánager de Chayanne y otros artistas
En la década de 1980, mientras era administrador de un restaurante en su país natal, conoció a Elmer Figueroa, más conocido como Chayanne, cantante puertorriqueño que era integrante del grupo Los Chicos, de quien Sánchez se convirtió en su mánager e inició su carrera en solitario en 1983. Aunque los dos primeros discos del cantante Chayanne es mi nombre (1984) y Sangre latina (1986) no tuvieron mayor éxito, el álbum Chayanne '87 de aquel año lo hizo conocido internacionalmente. Por ello, Sánchez recibió el título de «mejor mánager» por la revista Billboard en 1989.
En 1992 compuso para Chayanne el éxito «Provócame», canción que apareció en el disco homónimo. También compuso «Para tenerte otra vez», que dedicó a su hija, y dirigió el videoclip de la canción «Tiempo de vals». En 1996 su relación con Chayanne llegó a su fin, ya que ambos no se pusieron de acuerdo respecto al crossover al idioma inglés de su carrera.
Además de llevar la carrera de Chayanne, lanzó a la fama a otros artistas, entre ellos la actriz colombiana Ana María Orozco. Logró poner 14 singles en el top 10 de Billboard, y obtuvo 17 discos de platino y 30 de oro con diferentes artistas. Además, fue productor musical de más de 500 conciertos y programas de televisión.

### Carrera televisiva
Posteriormente, comenzó a trabajar en televisión, participando como jurado de los programas de talentos Latin American Idol (2006-2008) y Vive la música en Panamá. En 2008 llegó a Chile, donde fue profesor en el programa Rojo Fama Contrafama y jurado en Circo de estrellas (2010), ambos de TVN.
Finalmente se radicó en el país sudamericano, integrándose a Canal 13, donde fue jurado en Mi nombre es... (2011-2012) y Mi nombre es... VIP (2012), además de participar ocasionalmente como comentarista en el matinal Bienvenidos. Fue telefonista en la Teletón 2011. En Canal 13 también tuvo su propio programa, La gran capital (2012), que constó de cuatro capítulos en que recorría diferentes sectores populares de Santiago de Chile, y apareció en el docurreality Dash & Cangri como asesor de los protagonistas.
Su último proyecto televisivo fue Talento Teletón, que buscaba nuevos artistas para la gira de la Teletón 2012.

## Fallecimiento
Falleció en Miami a los 54 años por causas naturales, el miércoles 31 de octubre de 2012, mientras cuidaba a su madre enferma. En esa misma ciudad se realizaron sus funerales, el domingo 4 de noviembre.Varias personalidades de la televisión chilena y el propio Chayanne, Ana Maria Orozco, Nicole, Sergio Lagos y Jose Alfredo Fuentes expresaron sus condolencias.